# Crotalaria meeboldii
Crotalaria meeboldii är en ärtväxtart som beskrevs av Stephen Troyte Dunn. Crotalaria meeboldii ingår i släktet sunnhampor, och familjen ärtväxter. Inga underarter finns listade i Catalogue of Life.